# لولوة (همدان)

تعديل مصدري - تعديل

لولوة هي إحدى قرى عزلة ربع همدان بمديرية همدان التابعة لمحافظة صنعاء، يبلغ تعداد سكانها 1827 نسمة حسب تعداد اليمن لعام 2004. ويعود بنائها إلى زمن الدولة الحميرية. تزرع كل أصناف الفواكه والقمح والشعير والفول وكل أصناف الخضار. وتُعد قرية سياحية.